# Vindictive (Schiff, 1900)
HMS Vindictive war ein Geschützter Kreuzer Zweiter Klasse der Royal Navy. Sie war das vierte Schiff der Arrogant-Klasse, das von 1896 bis 1900 auf der Marinewerft in Chatham gebaut wurde.
Die HMS Vindictive war der einzige Kreuzer der Klasse, der im Ersten Weltkrieg als solcher noch zum Einsatz kam. 1918 wurde der alte Kreuzer für die Angriffe auf die deutschen Stützpunkte in Flandern zum Angriffsschiff auf den Hafen von Zeebrügge hergerichtet und umbewaffnet. Der Angriff am 23. April kostete viele Opfer, war aber wenig erfolgreich, da die Vindictive nicht bis an die geplante Stelle manövriert werden konnte und die Verteidiger nicht ausschaltete. Schwer beschädigt kehrte sie zurück und wurde beim 2. Angriff auf Ostende am 9. Mai dann als Blockschiff versenkt.

## Baugeschichte
Die vier Kreuzer der Arrogant-Klasse wurden wie die vorangehende Eclipse-Klasse im Rahmen des Spencer Naval Programme von 1893 bestellt, das das britische Flottengesetz von 1889 fortschrieb. Sie sollten mit der Flotte eingesetzt werden und außer Gefecht gesetzte Schiffe ggf. durch einen Rammstoß endgültig versenken. Sie sollten daher eine erhöhte Manövrierfähigkeit erhalten, was durch die geringe Länge und den Einbau von zwei Rudern erreicht werden sollte. Wegen ihrer besonderen Aufgabe erhielten sie einen verstärkten Bug mit Rammsteven und einen besonders gepanzerten Kommandostand.
Bei diesen Kreuzern wurde an einer Batterie aus gemischten Kalibern festgehalten, wobei jetzt vier 6-Zoll-L/40-Armstrong-Schnellfeuergeschütze eingebaut wurden. Zu dem Buggeschütz und dem Heckgeschütz kamen vorn je zwei Geschütze in Kasematten, die sich am Bug- und am Breitseitfeuer beteiligen konnten.
Ab 1903 wurden die vier Kreuzer mit zehn modernen 6-Zoll-L/45-Mk.VII-Geschützen anstelle der gemischten Batterie aus 6-Zoll- und 4,7-Zoll-Geschützen ausgerüstet.
Die leichten Waffen befanden sich zwischen der Seitenbatterie, im Bereich der Kommandostände, in den anfangs vorhandenen Gefechtsmarsen und in Kasematten nahe dem Bug und Heck.
Die vier Kreuzer der Arrogant-Klasse waren die erste Klasse, in der auf allen Schiffen Wasserrohrkessel vom Typ Belleville eingebaut wurden. In drei Kesselräumen standen je sechs Kessel und über ihnen drei Rauchabzüge, wie auf den folgenden geschützten Kreuzern der Highflyer-, Challenger- und Topaze-Klasse.
Die Kiellegung der Vindictive erfolgte im Januar 1896 beim Chatham Dockyard. Am 9. Dezember 1897 lief sie als letztes Schiff der Klasse vom Stapel.

## Einsatzgeschichte
Erst am 4. Juli 1900 kam die Vindictive in Dienst. Die Kreuzer der Arrogant-Klasse dienten zur Unterstützung der Schlachtgeschwader der Royal Navy.

### Vorkriegseinsätze
Im Juni 1906 gehörte die Vindictive zu den in Sheerness in Reserve gehaltenen Schiffen. In den Jahren 1909 und 1910 wurde sie nochmals für den Dienst in der 3. Division der Home Fleet überholt. Ab März 1912 gehörte sie zu den Schulschiffen der Torpedoschule der Royal Navy. Ihre letzte Ausbildungsreise vor dem Krieg machte sie vom 14. Mai bis zum 22. Juni 1914 ins Mittelmeer über Gibraltar, Malta, Villafranca, Pollença und zurück über Gibraltar.

### Kriegseinsatz
Als einziger der drei verbliebenen Kreuzer der Arrogant-Klasse kam die Vindictive beim Kriegsbeginn zu einem Kreuzerverband und bildete mit den Kreuzern der Diadem-Klasse Europa, Amphitrite und Argonaut, sowie den Kreuzern 2. Klasse Highflyer und Challenger das neu aufgestellte 9. Kreuzergeschwader unter Konteradmiral John de Robeck, das nach Gibraltar verlegen und den Atlantik vor der iberischen Halbinsel und Nordafrika kontrollieren sollte.

#### Beim 9. Kreuzergeschwader
Am 4. August verließ de Robeck mit den zuerst einsatzbereiten Vindictive (als Flaggschiff) und Highflyer Plymouth. Amphitrite und Argonaut folgten später und zuletzt auch Europa und Challenger.
Schon auf dem Anmarsch der beiden Schiffe nach Gibraltar wurden zahlreiche Schiffe kontrolliert und die Vindictive beschlagnahmte am 7. August die Schlesien des Norddeutschen Lloyd. Am 13. August wechselte de Robeck vor Vigo auf die inzwischen eingetroffene Argonaut. Die Vindictive wurde nach Plymouth entlassen. Nach vier Hafentagen ging sie wieder in See und traf sich mit der Challenger vor Kap Finisterre und am 23. mit Amphitrite und Argonaut vor der portugiesischen Küste. Sie wurde dann zu den Azoren entsandt, wo sie am 8. September vor Flores den deutschen Kohlenfrachter Slawentzitz mit einer Kohlenladung von 5044 ts für Haifa nach kurzer Verfolgung aufbrachte und mit einer Prisenbesatzung nach Gibraltar schickte. Am 11. September lief die Vindictive, um ihre Kohlenvorräte zu ergänzen, Ponta Delgada an, das sie erst am 13. wieder verließ. Lebensmittel beschaffte sie von den passierten Insel mit ihrem Dampfkutter. Am 20. September verließ sie das Seegebiet der Azoren nach Madeira, wo sie am 22. in Funchal einlief und sich aus dem Kohlenfrachter Relentless versorgte. Am folgenden Tag lief sie wieder aus und erreichte am 26. September Gibraltar. Am 9. Oktober lief sie wieder Richtung Madeira aus und kontrollierte, vom Kohlendampfer Throatle versorgt, die Zufahrt nach Funchal vom 12. bis zum 22. Oktober, um dann nach Plymouth (30.) zurückzulaufen.

#### Im Südatlantik
Im November 1914 erhielt die Vindictive eine starke Funkanlage und wurde am 22. November nach Ascension geschickt, um Funksignale zu wiederholen, Funkstationen einzurichten und den Kontakt der Admiralität zum gegen das deutsche Ostasiengeschwader unter Spee entsandten Schlachtkreuzergeschwader unter Sturdee sicherzustellen. Auf dem Weg traf sie mit Einheiten ihres alten Geschwaders, der Amphitrite und der Argonaut, vor Funchal zusammen und übergab ihnen Post und versorgte sich am 2. Dezember in São Vicente (Kap Verde) mit Kohlen. Am 9. Dezember, einen Tag nach dem Seegefecht bei den Falklandinseln, traf sie vor Ascension ein. Nach der Versorgung durch das Vorratsschiff Laconia verlegte die Vindictive vom 8. bis 14. Januar an die südamerikanischen Küste der britischen Kohlenstation bei Abrolhos Rock, wo das Linienschiff Canopus als Wachschiff lag, dessen Aufgabe der Kreuzer im Februar 1915 übernahm.
Am 23. Februar wurde sie sogar Flaggschiff der Südamerikanischen Station unter Admirals Archibald P. Stoddart, als die Carnarvon nahe Abrolhos nach der Versorgung auflief und repariert werden musste. Stoddart stieg am 6. März auf die neu eingetroffene Sydney um. Anfang April marschierte die Vindictive nach Norden zum Rocas-Atoll, wo sich am 16. April die im Südatlantik eingesetzten Kreuzer versammelten. Die Sydney verlegte weiter nach Norden, neues Flaggschiff wurde die Liverpool. Dazu standen noch die Leichten Kreuzer Glasgow und Gloucester sowie die Hilfskreuzer Edinburgh Castle (13.330 BRT, 14 kn, Union Castle Line 1910) und Macedonia (10.512 BRT, 18 kn, P&O Line 1904) zur Verfügung, die den deutschen Hilfskreuzer Kronprinz Wilhelm (ehemals Schnelldampfer des NDL) suchten und schon dessen Versorger Macedonia (Hapag, 4.312 BRT) aufgebracht hatten. Die Vindictive kehrte nach dem Treffen sofort nach Abrolhos Rock zurück. Sie lag in den kommenden Monaten bei der Insel, patrouillierte vor ihr und besuchte regelmäßig Rio de Janeiro oder auch Bahia. Dabei wurden neutrale Dampfer überprüft.
Als im Frühjahr 1916 der deutsche Hilfskreuzer Möve den Handelsverkehr störte und bis vor die südamerikanische Küste vordrang, war die alte Vindictive zeitweise der einzige Kreuzer auf der Station, da der Stationskreuzer Glasgow überholt wurde. Unterstützt wurde sie in ihren Sicherungsaufgaben von den Hilfskreuzern Macedonia und Orama (12.927 BRT, 18 kn, P&O Line 1911).
Im Mai 1916 endete der Südamerikaeinsatz der Vindictive und sie verließ am 25. Mai Abrolhos Rock, um nach England zurückzukehren, wo sie am 30. Juni in Portsmouth außer Dienst gestellt wurde.

#### Einsatz im Nordmeer
Am 27. September 1916 wurde die Vindictive wieder in Dienst gestellt und im Oktober marschierte sie nach Nordrussland, wo sie am 14. Oktober 1916 in der Kola-Bucht eintraf, wo schon das alte Schlachtschiff Glory als Flaggschiff der „British North Russia Squadron“ stationiert war. Später kam noch der alte Kreuzer Intrepid der Apollo-Klasse als Depotschiff hinzu. Die Vindictive wurde dann im Weißen Meer eingesetzt, um die Versorgungsfahrten nach Russland zu sichern.

#### Angriff auf deutsche Stützpunkte in Flandern
1918 wurde der alte Kreuzer dann in Chatham für die Angriffe auf die deutschen Stützpunkte in Flandern zum Angriffsschiff auf den Hafen von Zeebrügge hergerichtet und umbewaffnet. Sie sollte die deutschen Geschütze im Hafengebiet ausschalten und 200 Marines an Land setzen. Die vorhandenen 152-mm-Geschütze wurden bis auf zwei entfernt und dafür eine 280-mm-Haubitze und zwei 190-mm-Haubitzen aufgestellt. Dazu kamen drei 40-mm-Pom-Pom-Schnellfeuergeschütze, zehn Maschinengewehre, 16 Stokes-Mörser und Flammenwerfer. Der Restmast vorn erhielt eine Kampfplattform mit zwei Schnellfeuergeschützen und sechs Maschinengewehren, von der etwaige Verteidiger der Mole in Zeebrügge ausgeschaltet werden sollten.
Der Angriff am 23. April kostete viele Opfer, war aber wenig erfolgreich, da die Vindictive nicht bis zum geplanten Angriffspunkt kam und es ihr nicht gelang, die Verteidiger des Hafens auszuschalten. Ihre Geschütze wurden zum Teil früh außer Gefecht gesetzt und die Brücken, die die Truppen an Land setzen sollten, in der Mehrzahl ebenfalls. Schwerbeschädigt kehrte sie zurück und wurde beim zweiten Angriff auf Ostende am 9. Mai dann als Blockschiff eingesetzt.
Die 54-köpfige Besatzung bestand für diesen Einsatz aus Freiwilligen der beim ersten Angriff auf Ostende eingesetzten britische Brilliant. Der Angriff kostete weniger Opfer, aber erneut lief nicht alles nach Plan ab, da die Vindictive frühzeitig unter schweren Beschuss kam, nicht mehr bewegungsfähig war und früher als geplant versenkt werden musste. Die Nutzung des Stützpunktes war durch das versenkte Schiff nur behindert.

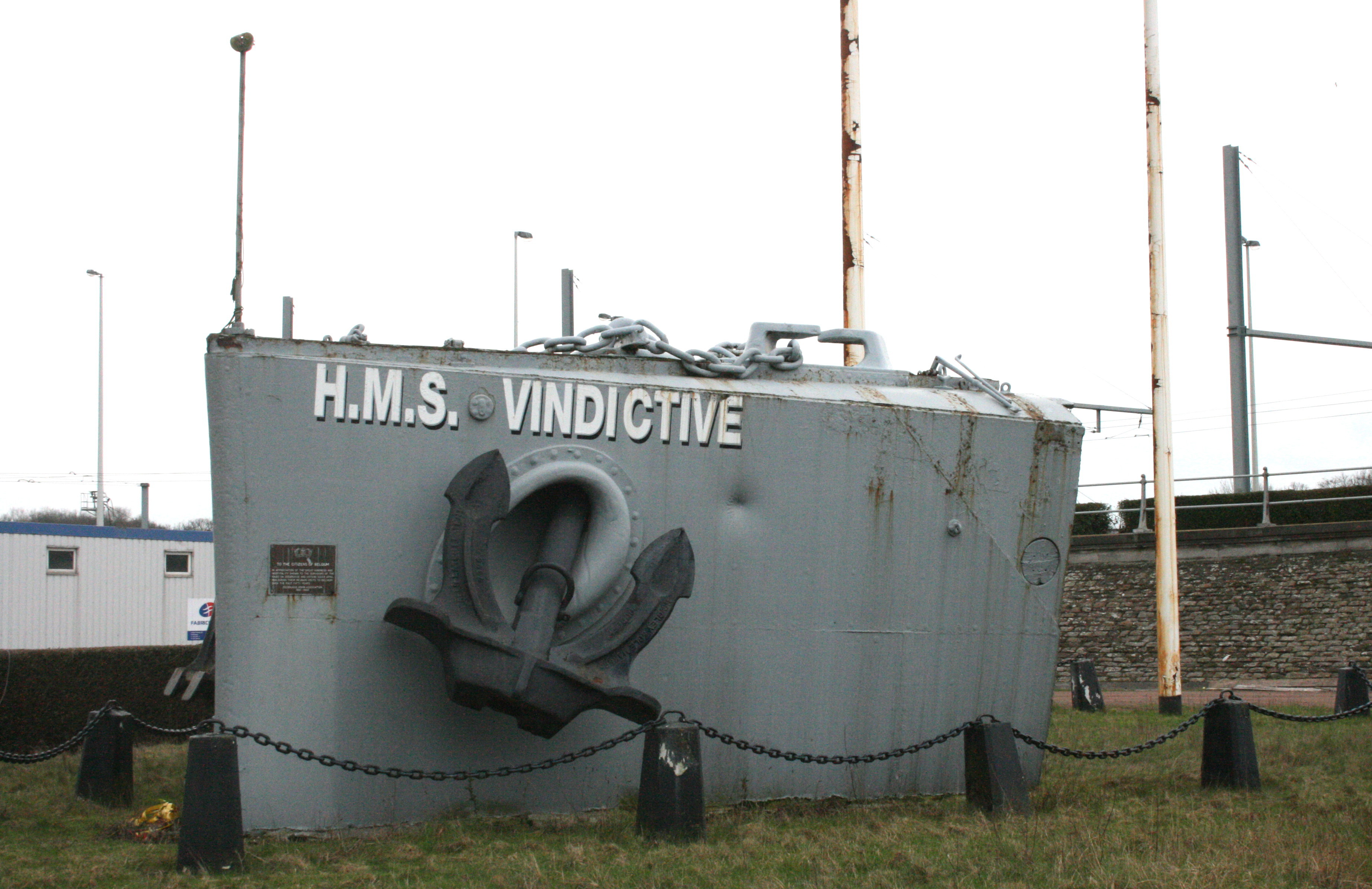
Das Denkmal für die Vindictive

#### Ehrungen
Für den Angriff auf Zeebrügge wurden acht Viktoriakreuze verliehen. Neben dem Kommandanten der Vindictive, Alfred Carpenter, wurden fünf von ihr zum Kampfort transportierte Marines ausgezeichnet. Für den zweiten Angriff auf Ostende erhielt Victor Crutchley die höchste britische Tapferkeitsauszeichnung, der nach dem Ausfall des Kommandanten Godsal das Kommando über die Vindictive übernommen hatte, sowie die Kommandanten der beiden Motorboote, welche die Überlebenden des Kreuzers abbargen.
Die in Ostende als Blockschiff versenkte Vindictive wurde im August 1920 gehoben. Ein Teil ihres Bugs wurde im Hafen als Denkmal aufgestellt und der Rest des Kreuzers verschrottet.
Ihr Name wurde von dem als Flugzeugträger fertiggestellten Kreuzer Cavendish der Hawkins-Klasse fortgeführt, der im Juni 1918 in Vindictive vor seiner Fertigstellung umbenannt worden war. Das Schiff wurde 1924 wieder zum Kreuzer zurückgebaut und diente ab 1937 als Schulschiff.